# Digonocryptus variegatus
Digonocryptus variegatus är en stekelart som först beskrevs av Szepligeti 1916.  Digonocryptus variegatus ingår i släktet Digonocryptus och familjen brokparasitsteklar. Inga underarter finns listade i Catalogue of Life.